# Wzory znaków i sygnałów drogowych w Polsce

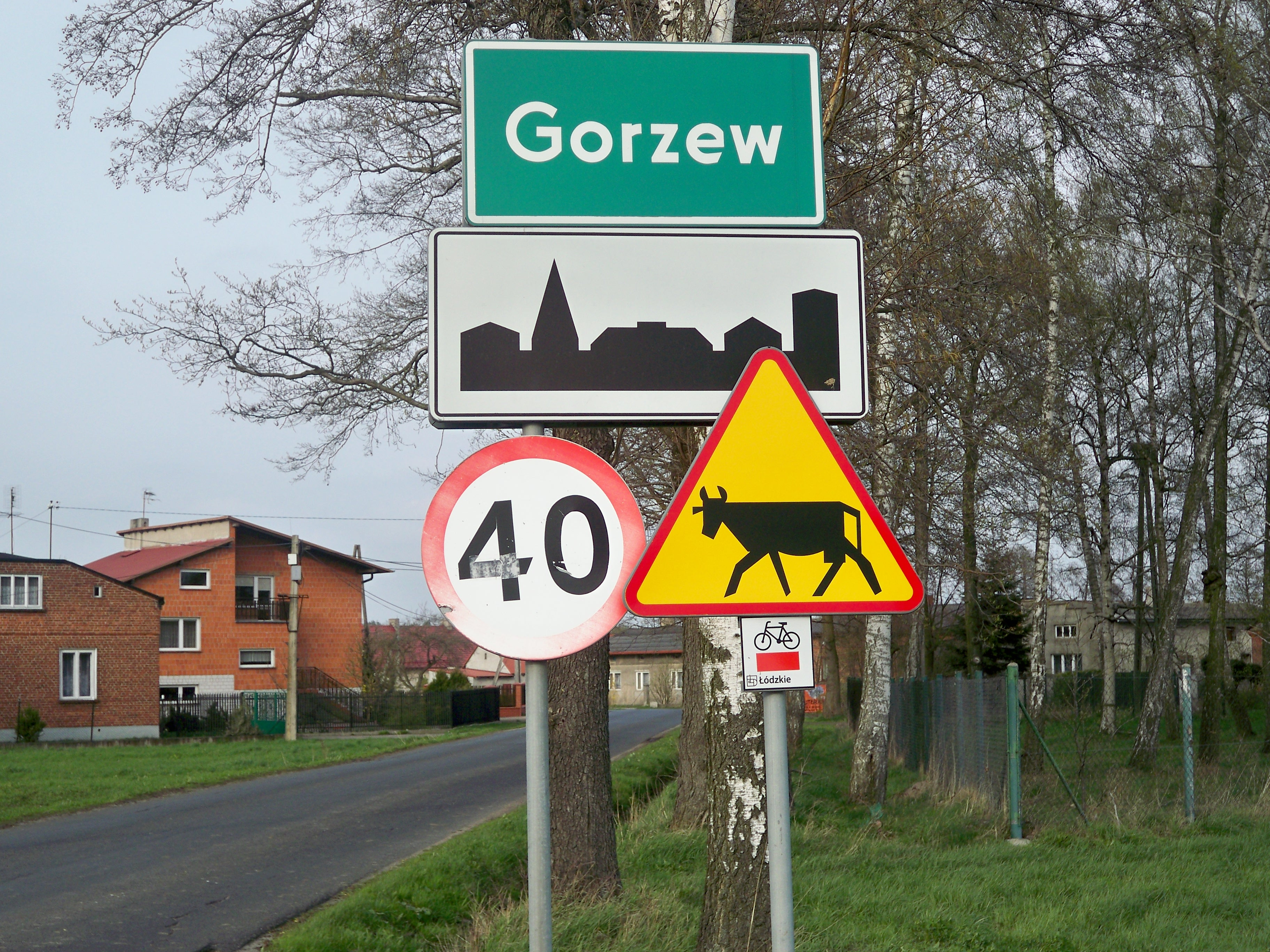
Znaki: kierunku i miejscowości E-17a „miejscowość”, informacyjny D-42 „obszar zabudowany”, zakazu B-33 „ograniczenie prędkości” oraz ostrzegawczy A-18a „zwierzęta gospodarskie”

W Polsce wzory znaków i sygnałów drogowych określa Rozporządzenie w sprawie znaków i sygnałów drogowych (Dz.U. z 2019 r. poz. 2310). Załącznik nr 1 do Rozporządzenia w sprawie szczegółowych warunków technicznych dla znaków i sygnałów drogowych oraz urządzeń bezpieczeństwa ruchu drogowego i warunków ich umieszczania na drogach reguluje natomiast szczegółowe uwarunkowania stosowania tych sygnałów, tj.ː wielkość, wymiar i widoczność znaków, barwy i odblaskowość, liternictwo i stosowane napisy, zasady doboru typu folii na lica znaków, zasady umieszczania znaków na drodze, wzory barwne oraz konstrukcje znaków.
Znaki drogowe dzielą się na pionowe i poziome. Pionowe znaki to te, które umieszczane są w postaci pionowej tarczy (trójkątnej, okrągłej lub prostokątnej) przy drodze albo nad drogą (niekiedy namalowane są na przydrożnych ścianach). Znaki poziome to takie, które namalowane są bezpośrednio na jezdni, zazwyczaj białą (czasem – żółtą) farbą odporną na ścieranie przez koła pojazdów. Polskie znaki drogowe na ogół są niemal identyczne ze znakami spotykanymi w innych krajach Europy, co wynika z Konwencji wiedeńskiej o znakach i sygnałach drogowych z 8 listopada 1968 r. (Dz.U. z 1988 r. nr 5, poz. 42); odróżniać je mogą od siebie szczegółowe rozwiązania dotyczące rozmiarów znaków, odcieni używanych kolorów albo kształtu symboli.
Sygnały drogowe to sygnały obowiązujące w ruchu drogowym. Znaczenie i zakres ich obowiązywania określony jest w odpowiednim rozporządzeniu. Sygnały drogowe sytuowane są po stronie prawej, lewej, nad bądź na jezdni. Dzielą się na:
- sygnały świetlne nadawane przez sygnalizatory,
- sygnały nadawane przez osoby do tego uprawnione,
- sygnały dźwiękowe lub wibracyjne.

## Znaki pionowe
Znaki drogowe pionowe dzielą się na 7 grup:
1. Znaki ostrzegawcze (typ A) – trójkątne skierowane wierzchołkiem do góry[a] w czerwonym obramowaniu. Symbole mają kolor czarny na żółtym tle; wyjątkiem jest znak A-29 (sygnały świetlne), który przedstawia 3-kolorową sygnalizację świetlną.
2. Znaki zakazu (typ B) – okrągłe w czerwonym obramowaniu, czarny (w niektórych znakach – kolorowy) symbol na białym tle[b][c]. W przypadku znaków odwołujących zakaz nie ma czerwonego obramowania, a symbol jest szary i przekreślony grubą czarną linią.
3. Znaki nakazu (typ C) – okrągłe, niebieskie, z białym symbolem na niebieskim tle. Wyjątkiem jest znak C-17 (nakazany kierunek jazdy pojazdów z materiałami niebezpiecznymi), który jest namalowany na prostokątnej tablicy o białym tle.
4. Znaki informacyjne (typ D) – prostokątne, niebieskie (ewentualnie z białym polem na tle niebieskim) z białym, czarnym lub kolorowym symbolem na niebieskim lub białym tle[d].
5. Znaki kierunku i miejscowości (typ E) – zwane popularnie drogowskazami, o różnym kształcie i kolorze zależnym od sytuacji.
6. Znaki uzupełniające (typ F) – duże prostokąty lub kwadraty kolorów: niebieski i żółty. Są to najczęściej znaki informujące o organizacji ruchu lub uprzedzające o zakazach i niebezpieczeństwach.
7. Tabliczki do znaków drogowych (typ T) – małe prostokątne, białe lub żółte tabliczki z czarnym napisem lub symbolem, umieszczone pod znakiem.

W zależności od rodzaju drogi, stosuje się pięć grup wielkości znaków ostrzegawczych, zakazu, nakazu, informacyjnych oraz kierunku i miejscowości:
- wielkie (W) – stosowane na autostradach;
- duże (D) – stosowane na drogach ekspresowych, drogach dwujezdniowych poza obszarem zabudowanym oraz na drogach w obszarze zabudowanym, na których dopuszczalna prędkość przekracza 60 km/h;
- średnie (S) – stosowane na łącznicach autostrad, dróg ekspresowych, na jednojezdniowych drogach krajowych i wojewódzkich oraz na drogach powiatowych, z wyjątkiem drogowskazów tablicowych;
- małe (M) – stosowane na drogach gminnych oraz dla drogowskazów tablicowych na drogach powiatowych;
- mini (MI) – stosowane na słupkach przeszkodowych i tablicach kierujących oraz na drogach w obszarze zabudowanym, kiedy zastosowanie większych znaków jest niemożliwe albo pogorszyłoby warunki widoczności pieszych oraz na wąskich uliczkach zabytkowych miast.

Najczęściej spotykany w Polsce rozmiar znaków drogowych pionowych zdefiniowany w Rozporządzeniu jako „średni” to przypadku tablic okrągłych (zakazy i nakazy) tablica o średnicy 80 cm; w przypadku trójkątnych (ostrzegawczych) – bok trójkąta długości 90 cm, kwadratowych lub prostokątnych (informacyjnych) – bok kwadratu lub krótszy bok prostokąta długości 60 cm.
Wymiary znaków kierunku i miejscowości uwarunkowane są przyjętą wysokością pisma, rodzajem i wielkością symboli oraz długości i liczby wyszczególnianych nazw miejscowości.
Dla zapewnienia właściwej widoczności i czytelności znaków, lica znaków wykonane są z wykorzystaniem materiałów odblaskowych np. folii odblaskowych lub folii pryzmatycznych. Rodzaj stosowanych materiałów zależy od kategorii oznakowywanej drogi. Rozporządzenie określa dokładne wymagane współczynniki odblaskowości, współrzędne kolorów, krój czcionki stosowanej na znakach (kształt, wielkość oraz odstępy) oraz zasady umieszczania znaków (sposób umocowania, odległość od drogi, odległość między znakami, kąt odchylenia tarczy znaku itp.).

### Znaki ostrzegawcze
Zestawienie znaków:

A-1 „niebezpieczny zakręt w prawo”
A-2 „niebezpieczny zakręt w lewo”
A-3 „niebezpieczne zakręty — pierwszy w prawo”
A-4 „niebezpieczne zakręty — pierwszy w lewo”
A-5 „skrzyżowanie dróg — skrzyżowanie równorzędne”
A-6a „skrzyżowanie z drogą podporządkowaną występującą po obu stronach”
A-6b „skrzyżowanie z drogą podporządkowaną występującą po prawej stronie”
A-6c „skrzyżowanie z drogą podporządkowaną występującą po lewej stronie”
A-6d „wlot drogi jednokierunkowej z prawej strony”
A-6e „wlot drogi jednokierunkowej z lewej strony”
A-7 „ustąp pierwszeństwa”
A-8 „skrzyżowanie o ruchu okrężnym”
A-9 „przejazd kolejowo-drogowy z zaporami”
A-10 „przejazd kolejowo-drogowy bez zapór”
A-11 „nierówna droga”
A-11a „próg zwalniający”
A-12a „zwężenie jezdni — dwustronne”
A-12b „zwężenie jezdni — prawostronne”
A-12c „zwężenie jezdni — lewostronne”
A-13 „ruchomy most”
A-14 „roboty na drodze”
A-15 „śliska jezdnia”
A-16 „przejście dla pieszych”
A-17 „dzieci”
A-18a „zwierzęta gospodarskie”
A-18b „zwierzęta dzikie”
A-19 „boczny wiatr”
A-20 „odcinek jezdni o ruchu dwukierunkowym”
A-21 „tramwaj”
A-22 „niebezpieczny zjazd”
A-23 „stromy podjazd”
A-24 „rowerzyści”
A-25 „spadające odłamki skalne”
A-26 „lotnisko”
A-27 „nabrzeże lub brzeg rzeki”
A-28 „sypki żwir”
A-29 „sygnały świetlne”
A-30 „inne niebezpieczeństwo”
A-31 „niebezpieczne pobocze”
A-31 „niebezpieczne pobocze” (wariant)
A-32 „oszronienie jezdni”
A-33 „zator drogowy”
A-34 „wypadek drogowy”

### Znaki zakazu
Zestawienie znaków:

B-1 „zakaz ruchu w obu kierunkach”
B-2 „zakaz wjazdu”
B-3 „zakaz wjazdu pojazdów silnikowych z wyjątkiem motocykli jednośladowych”
B-3a „zakaz wjazdu autobusów”
B-4 „zakaz wjazdu motocykli”
B-5 „zakaz wjazdu samochodów ciężarowych”
B-5 „zakaz wjazdu samochodów ciężarowych” (odmiana)
B-6 „zakaz wjazdu ciągników rolniczych i pojazdów wolnobieżnych”
B-7 „zakaz wjazdu pojazdów silnikowych z przyczepą”
B-7 „zakaz wjazdu pojazdów silnikowych z przyczepą” (odmiana)
B-8 „zakaz wjazdu pojazdów zaprzęgowych”
B-9 „zakaz wjazdu rowerów”
B-10 „zakaz wjazdu motorowerów”
B-11 „zakaz wjazdu wózków rowerowych”
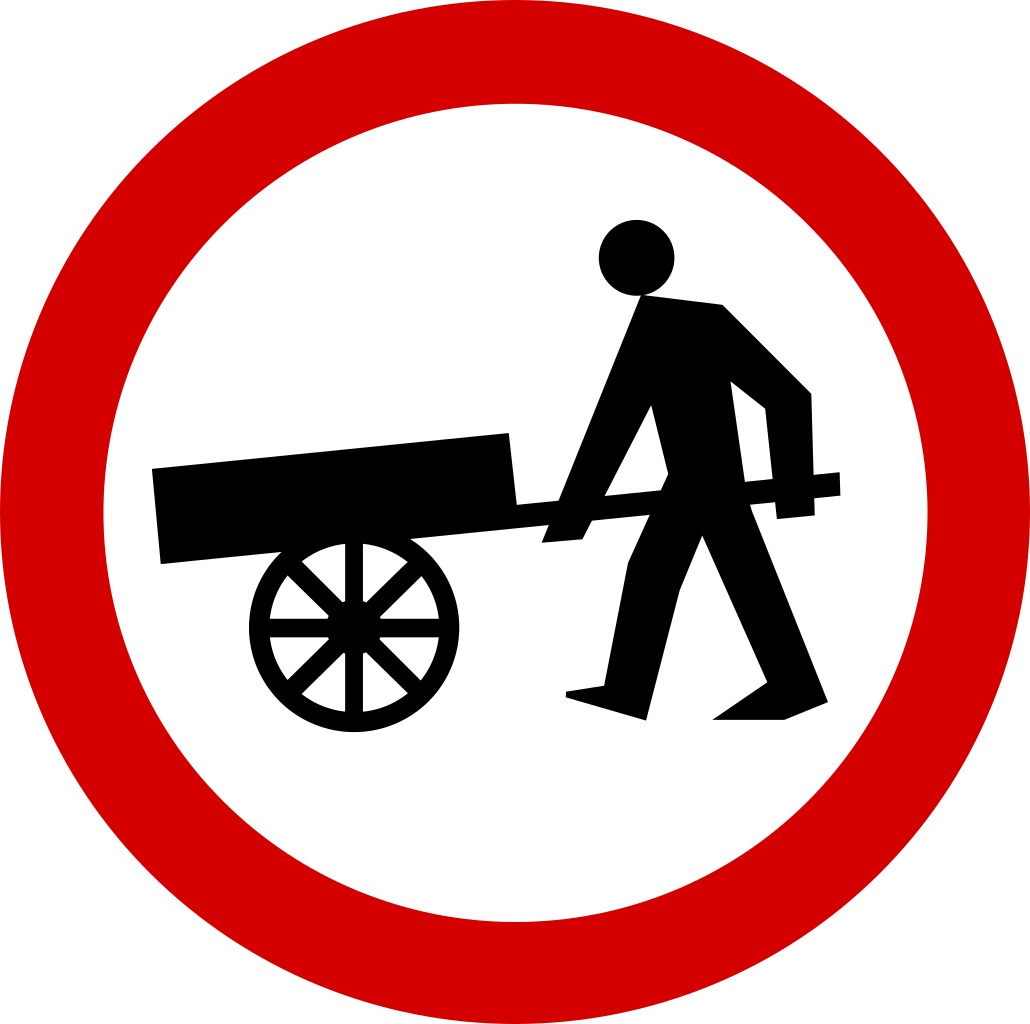
B-12 „zakaz wjazdu wózków ręcznych”
B-13 „zakaz wjazdu pojazdów z towarami wybuchowymi lub łatwo zapalnymi”
B-13a „zakaz wjazdu pojazdów z towarami niebezpiecznymi”
B-14 „zakaz wjazdu pojazdów z towarami, które mogą skazić wodę”
B-15 „zakaz wjazdu pojazdów o szerokości ponad …m”
B-16 „zakaz wjazdu pojazdów o wysokości ponad …m”
B-17 „zakaz wjazdu pojazdów o długości ponad …m”
B-18 „zakaz wjazdu pojazdów o rzeczywistej masie całkowitej ponad …t”
B-19 „zakaz wjazdu pojazdów o nacisku pojedynczej osi napędowej powyżej …t”[5]
B-20 „stop”
B-21 „zakaz skręcania w lewo”
B-22 „zakaz skręcania w prawo”
B-23 „zakaz zawracania”
B-24 „koniec zakazu zawracania”
B-25 „zakaz wyprzedzania”
B-26 „zakaz wyprzedzania przez samochody ciężarowe”
B-27 „koniec zakazu wyprzedzania”
B-28 „koniec zakazu wyprzedzania przez samochody ciężarowe”
B-29 „zakaz używania sygnałów dźwiękowych”
B-30 „koniec zakazu używania sygnałów dźwiękowych”
B-31 „pierwszeństwo dla nadjeżdżających z przeciwka”
B-32 „stój — kontrola celna”
B-32a „kontrola graniczna”
B-32b „rogatka uszkodzona”
B-32c „sygnalizacja uszkodzona”
B-32d „wjazd na prom”
B-32e „kontrola drogowa”
B-32f „pobór opłat”
B-33 „ograniczenie prędkości”
B-34 „koniec ograniczenia prędkości”
B-35 „zakaz postoju”
B-36 „zakaz zatrzymywania się”
B-37 „zakaz postoju w dni nieparzyste”
B-38 „zakaz postoju w dni parzyste”
B-39 „strefa ograniczonego postoju”
B-40 „koniec strefy ograniczonego postoju”
B-41 „zakaz ruchu pieszych”
B-42 „koniec zakazów”
B-43 „strefa ograniczonej prędkości”
B-44 „koniec strefy ograniczonej prędkości”

W celu wyeliminowania z ruchu niektórych rodzajów pojazdów na jednej tarczy znaku umieszcza się dwa lub wyjątkowo trzy symbole odpowiednich pojazdów, np.:

B-3/4 „zakaz wjazdu pojazdów silnikowych”
B-6/8 „zakaz wjazdu ciągników rolniczych i pojazdów zaprzęgowych”
B-9/12 „zakaz wjazdu rowerów i wózków ręcznych”
B-13/14 „zakaz wjazdu pojazdów z towarami wybuchowymi lub łatwo zapalnymi oraz towarami mogącymi skazić wodę”
B-3/4/10 „zakaz wjazdu pojazdów silnikowych i motorowerów”
B-6/8/9 „zakaz wjazdu pojazdów innych niż samochodowe”

### Znaki nakazu
Zestawienie znaków:

C-1 „nakaz jazdy w prawo przed znakiem”
C-2 „nakaz jazdy w prawo za znakiem”
C-3 „nakaz jazdy w lewo przed znakiem”
C-4 „nakaz jazdy w lewo za znakiem”
C-5 „nakaz jazdy prosto”
C-6 „nakaz jazdy prosto lub w prawo”
C-7 „nakaz jazdy prosto lub w lewo”
C-8 „nakaz jazdy w prawo lub w lewo”
C-9 „nakaz jazdy z prawej strony znaku”
C-10 „nakaz jazdy z lewej strony znaku”
C-11 „nakaz jazdy z prawej lub lewej strony znaku”
C-12 „ruch okrężny”
C-13 „droga dla rowerów”
C-13a „koniec drogi dla rowerów”
C-14 „prędkość minimalna”
C-15 „koniec minimalnej prędkości”
C-16 „droga dla pieszych”
C-16a „koniec drogi dla pieszych”
C-17 „nakazany kierunek jazdy dla pojazdów z towarami niebezpiecznymi”
C-18 „nakaz używania łańcuchów przeciwpoślizgowych”
C-19 „koniec nakazu używania łańcuchów przeciwpoślizgowych”

Znak kompilacji C-13 i C-16 oznacza drogę, na której dopuszcza się tylko ruch pieszych i rowerów. Znak złożony jest z symboli ze znaków C-13 „droga dla rowerów” i C-16 „droga dla pieszych” w następujących możliwych konfiguracjach:

„znak C-13/16 wskazujący ruch pieszych i rowerów na tej samej drodze”
„znak C-13/16 wskazujący ruch pieszych prawą stroną drogi i ruch rowerów lewą stroną drogi”
„znak C-13/16 wskazujący ruch rowerów prawą stroną drogi i ruch pieszych lewą stroną drogi”
„koniec drogi dla pieszych i rowerów (ruch pieszych i rowerów na tej samej drodze)”
„koniec drogi dla pieszych i rowerów (ruch pieszych prawą stroną drogi, ruch rowerów lewą stroną drogi”
„koniec drogi dla pieszych i rowerów (ruch pieszych lewą stroną drogi, ruch rowerów prawą stroną drogi”

### Znaki informacyjne
Zestawienie znaków:

D-1 „droga z pierwszeństwem”
D-2 „koniec drogi z pierwszeństwem”
D-3 „droga jednokierunkowa”
D-4a „droga bez przejazdu”
D-4b „wjazd na drogę bez przejazdu”
D-4c „wjazd na drogę bez przejazdu”
D-5 „pierwszeństwo na zwężonym odcinku drogi”
D-6 „przejście dla pieszych”
D-6a „przejazd dla rowerzystów”
D-6b „przejście dla pieszych i przejazd dla rowerzystów”
D-7 „droga ekspresowa”
D-8 „koniec drogi ekspresowej”
D-9 „autostrada”
D-10 „koniec autostrady”
D-11 „początek pasa ruchu dla autobusów”
D-12 „pas ruchu dla autobusów”
D-13 „początek pasa ruchu powolnego”
D-13a „początek pasa ruchu”
D-14 „koniec pasa ruchu”
D-15 „przystanek autobusowy”
D-16 „przystanek trolejbusowy”
D-17 „przystanek tramwajowy”
D-18 „parking”
D-18a „parking – miejsce zastrzeżone”
D-18b „parking zadaszony”
D-19 „postój taksówek”
D-20 „koniec postoju taksówek”
D-21 „szpital”
D-21a „policja”
D-22 „punkt opatrunkowy”
D-23 „stacja paliwowa”
D-23a „stacja paliwowa tylko z gazem do napędu pojazdów”
D-23b „stacja paliwowa z punktem ładowania pojazdów elektrycznych”[8]
D-23c „punkt ładowania pojazdów elektrycznych”[8]
D-24 „telefon”
D-25 „poczta”
D-26 „stacja obsługi technicznej”
D-26a „wulkanizacja”
D-26b „myjnia”
D-26c „toaleta publiczna”
D-26d „natrysk”
D-27 „bufet lub kawiarnia”
D-28 „restauracja”
D-29 „hotel (motel)”
D-30 „obozowisko (kemping)”
D-31 „obozowisko (kemping) wyposażone w podłączenia elektryczne do przyczep”
D-32 „pole biwakowe”
D-33 „schronisko młodzieżowe”
D-34 „punkt informacji turystycznej”
D-34a „informacja radiowa o ruchu drogowym”
D-34b „zbiorcza tablica informacyjna”[8]
D-35 „przejście podziemne dla pieszych”
D-35a „schody ruchome w dół”
D-36 „przejście nadziemne dla pieszych”
D-36a „schody ruchome w górę”
D-37 „tunel”
D-38 „koniec tunelu”
D-39 „dopuszczalne prędkości”
D-39a „opłaty drogowe”
D-40 „strefa zamieszkania”
D-41 „koniec strefy zamieszkania”
D-42 „obszar zabudowany”
D-43 „koniec obszaru zabudowanego”
D-44 „strefa płatnego parkowania lub śródmiejska strefa płatnego parkowania”[8]
D-45 „koniec strefy płatnego parkowania lub śródmiejskiej strefy płatnego parkowania”[8]
D-46 „droga wewnętrzna”
D-47 „koniec drogi wewnętrznej”
D-48 „zmiana pierwszeństwa” (wariant ze znakiem A5)
D-48 „zmiana pierwszeństwa” (wariant ze znakiem A7)
D-49 „pobór opłat”
D-50 „zatoka”
D-51 „automatyczna kontrola prędkości”
D-51a „automatyczna kontrola średniej prędkości”
D-51b „koniec automatycznej kontroli średniej prędkości”
D-52 „strefa ruchu”
D-53 „koniec strefy ruchu”
D-54 „strefa czystego transportu”
D-55 „koniec strefy czystego transportu”

### Znaki kierunku i miejscowości

E-14 „tablica szlaku drogowego”
E-14a „tablica szlaku drogowego na autostradzie”

E-15a „numer drogi krajowej”
E-15b „numer drogi wojewódzkiej”
E-15c „numer autostrady”
E-15d „numer drogi ekspresowej”
E-16 „numer szlaku międzynarodowego”

E-17a „miejscowość”
E-18a „koniec miejscowości”
E-19a „obwodnica”
E-20 „tablica węzła drogowego na autostradzie”
E-20a „tablica węzła drogowego na drodze ekspresowej”
E-21 „dzielnica (osiedle)”
E-22a „samochodowy szlak turystyczny”
E-22b „obiekt na samochodowym szlaku turystycznym”
E-22c „informacja o obiektach turystycznych”

Zestawienie znaków:

E-1 „tablica przeddrogowskazowa”
E-1a „tablica przeddrogowskazowa na autostradzie”
E-1b „tablica przeddrogowskazowa przed wjazdem na autostradę”
E-2a „drogowskaz tablicowy umieszczany obok jezdni”
E-2b „drogowskaz tablicowy umieszczany nad jezdnią”
E-2c „drogowskaz tablicowy umieszczany obok jezdni na autostradzie”
E-2d „drogowskaz tablicowy umieszczany nad jezdnią na autostradzie”
E-2e „drogowskaz tablicowy umieszczany obok jezdni przed wjazdem na autostradę”
E-2f „drogowskaz tablicowy umieszczany nad jezdnią przed wjazdem na autostradę”
E-3 „drogowskaz w kształcie strzały do miejscowości wskazujący numer drogi”

E-4 „drogowskaz w kształcie strzały do miejscowości podający do niej odległość”
E-5 „drogowskaz do dzielnicy miasta”
E-6 „drogowskaz do lotniska”
E-6a „drogowskaz do dworca lub stacji kolejowej”
E-6a „drogowskaz do dworca lub stacji kolejowej” (wariant)
E-6b „drogowskaz do dworca autobusowego”
E-6c „drogowskaz do przystani promowej”
E-7 „drogowskaz do przystani wodnej lub żeglugi”
E-8 „drogowskaz do plaży lub miejsca kąpielowego”
E-9 „drogowskaz do muzeum”
E-10 „drogowskaz do zabytku jako dobra kultury”
E-11 „drogowskaz do zabytku przyrody”
E-12 „drogowskaz do punktu widokowego”
E-12a „drogowskaz do szlaku rowerowego”
E-13 „tablica kierunkowa”

- E-14
„tablica szlaku drogowego”
- E-14a
„tablica szlaku drogowego na autostradzie”

- E-15a
„numer drogi krajowej”[5]
- E-15b
„numer drogi wojewódzkiej”[5]
- E-15c
„numer autostrady”
- E-15d
„numer drogi ekspresowej”
- E-16
„numer szlaku międzynarodowego”

- E-17a
„miejscowość”
- E-18a
„koniec miejscowości”
- E-19a
„obwodnica”
- E-20
„tablica węzła drogowego na autostradzie”
- E-20a
„tablica węzła drogowego na drodze ekspresowej”
- E-21
„dzielnica (osiedle)”
- E-22a
„samochodowy szlak turystyczny”
- E-22b
„obiekt na samochodowym szlaku turystycznym”
- E-22c
„informacja o obiektach turystycznych”

### Znaki uzupełniające
Zestawienie znaków:

F-1 „przejście graniczne”
F-2 „przekraczanie granicy zabronione”
F-2a „granica państwa”
F-3 „granica obszaru administracyjnego”
F-4 „nazwa rzeki”
F-5 „uprzedzenie o zakazie”
F-6 „znak uprzedzający umieszczany przed skrzyżowaniem”
F-6a: wariant znaku uprzedzającego
F-7 „sposób jazdy w związku z zakazem skręcania w lewo”
F-8 „objazd w związku z zamknięciem drogi”
F-9 „znak prowadzący na drodze objazdowej”
F-10 „kierunki na pasach ruchu”
F-11 „kierunki na pasie ruchu”
F-12 „znak wskazujący przejazd tranzytowy umieszczany przed skrzyżowaniem”
F-13 „przejazd tranzytowy”
F-14a „tablica wskaźnikowa na autostradzie umieszczana w odległości 300 m przed pasem wyłączania”
F-14b „tablica wskaźnikowa na autostradzie umieszczana w odległości 200 m przed pasem wyłączania”
F-14c „tablica wskaźnikowa na autostradzie umieszczana w odległości 100 m przed pasem wyłączania”
F-14d „tablica wskaźnikowa na drodze ekspresowej umieszczana w odległości 300 m przed pasem wyłączania”[8]
F-14e „tablica wskaźnikowa na drodze ekspresowej umieszczana w odległości 200 m przed pasem wyłączania”[8]
F-14f „tablica wskaźnikowa na drodze ekspresowej umieszczana w odległości 100 m przed pasem wyłączania”[8]
F-15 „niesymetryczny podział jezdni dla przeciwnych kierunków ruchu”
F-16 „koniec pasa ruchu na jezdni dwukierunkowej”
F-17 „koniec pasa ruchu na jezdni jednokierunkowej”
F-18 „przeciwny kierunek dla określonych pojazdów”
F-19 „pas ruchu dla określonych pojazdów”
F-20 „część drogi (pas ruchu) dla określonych pojazdów”
F-21 „ruch skierowany na sąsiednią jezdnię”
F-22 „ograniczenia na pasie ruchu”

### Tabliczki do znaków drogowych

T-1 „tabliczka wskazująca odległość znaku ostrzegawczego od miejsca niebezpiecznego”
T-1a „tabliczka wskazująca odległość znaku informacyjnego od początku (końca) drogi lub pasa ruchu”
T-1b „tabliczka wskazująca długość tunelu lub odcinek drogi do końca tunelu”
T-2 „tabliczka wskazująca długość odcinka drogi, na którym powtarza się lub występuje niebezpieczeństwo”
T-3 „tabliczka wskazująca koniec odcinka, na którym powtarza się lub występuje niebezpieczeństwo”
T-3a „tabliczka wskazująca koniec miejsca przeznaczonego na postój”
T-4 „tabliczka wskazująca liczbę zakrętów”
T-5 „tabliczka wskazująca początek drogi krętej”
T-6a „tabliczka wskazująca rzeczywisty przebieg drogi z pierwszeństwem przez skrzyżowanie (umieszczana na drodze z pierwszeństwem)”
T-6b „tabliczka wskazująca układ dróg podporządkowanych (umieszczana na drodze z pierwszeństwem)”
T-6c „tabliczka wskazująca rzeczywisty przebieg drogi z pierwszeństwem przez skrzyżowanie (umieszczana na drodze podporządkowanej)”
T-6d „tabliczka wskazująca prostopadły przebieg drogi z pierwszeństwem przez skrzyżowanie oraz układ dróg podporządkowanych (umieszczana na drodze podporządkowanej)”
T-7 „tabliczka wskazująca układ torów i drogi na przejeździe”
T-8 „tabliczka wskazująca miejsce, w którym ruch pojazdów został skierowany na tory tramwajowe”
T-9 „tabliczka wskazująca rzeczywistą wielkość spadku lub wzniesienia drogi”
T-10 „tabliczka wskazująca bocznicę kolejową lub tor o podobnym charakterze”
T-11 „tabliczka wskazująca przeprawę promową”
T-12 „tabliczka wskazująca podłużny uskok nawierzchni”
T-13 „tabliczka wskazująca odcinek drogi, na którym występują deformacje nawierzchni w postaci kolein”
T-14 „tabliczka wskazująca miejsce częstych wypadków o charakterze wskazanym na tabliczce”
T-15 „tabliczka wskazująca miejsce częstych wypadków spowodowanych śliską nawierzchnią jezdni ze względu na opady deszczu”
T-16 „tabliczka wskazująca miejsce wyjazdu pojazdów uprzywilejowanych wskazanych na tabliczce”
T-17 „tabliczka wskazująca granicę państwa”
T-18 „tabliczka wskazująca nieoczekiwaną zmianę kierunku ruchu o przebiegu wskazanym na tabliczce”
T-18a „tabliczka wskazująca nieoczekiwaną zmianę kierunku ruchu o przebiegu najpierw w prawo, a potem w lewo”
T-18b „tabliczka wskazująca nieoczekiwaną zmianę kierunku ruchu o przebiegu w lewo”
T-18c „tabliczka wskazująca nieoczekiwaną zmianę kierunku ruchu o przebiegu w prawo”
T-19 „tabliczka wskazująca na malowanie znaków poziomych”
T-20 „tabliczka wskazująca długość odcinka jezdni, na którym zakaz obowiązuje”
T-21 „tabliczka wskazująca odległość znaku od miejsca, od którego lub w którym zakaz obowiązuje”
T-23a „tabliczka wskazująca motocykle”
T-23b „tabliczka wskazująca samochody ciężarowe, pojazdy specjalne, pojazdy używane do celów specjalnych, o dopuszczalnej masie całkowitej przekraczającej 3,5 t, oraz ciągniki samochodowe”
T-23c „tabliczka wskazująca ciągniki rolnicze i pojazdy wolnobieżne”
T-23d „tabliczka wskazująca pojazdy silnikowe z przyczepą, z wyjątkiem pojazdów z przyczepą jednoosiową lub naczepą”
T-23e „tabliczka wskazująca pojazdy z przyczepą kempingową”
T-23f „tabliczka wskazująca autobusy”
T-23g „tabliczka wskazująca trolejbusy”
T-23h „tabliczka wskazująca pojazdy z towarami niebezpiecznymi”
T-23i „tabliczka wskazująca pojazdy z towarami wybuchowymi lub łatwo zapalnymi”
T-23j „tabliczka wskazująca pojazdy z towarami, które mogą skazić wodę”
T-24 „tabliczka wskazująca, że pozostawiony pojazd zostanie usunięty na koszt właściciela”
T-25a „tabliczka wskazująca początek zakazu postoju lub zatrzymywania”
T-25b „tabliczka wskazująca kontynuację zakazu postoju lub zatrzymywania”
T-25c „tabliczka wskazująca odwołanie zakazu postoju lub zatrzymywania”
T-26 „tabliczka wskazująca, że zakaz postoju lub zatrzymywania dotyczy strony placu”
T-27 „tabliczka wskazująca, że przejście dla pieszych jest szczególnie uczęszczane przez dzieci”
T-28 „tabliczka wskazująca, że za przejazd drogą pobierana jest opłata”
T-28a „tabliczka wskazująca koniec odcinka drogi, za przejazd którym pobierana jest opłata”
T-29 „tabliczka informująca o miejscu przeznaczonym dla pojazdu samochodowego osób, o których mowa w art. 8 ust. 1 i 2 ustawy”
T-30a „tabliczka wskazująca sposób ustawienia pojazdu względem krawędzi jezdni”[11]
T-30b „tabliczka wskazująca postój całego pojazdu na chodniku prostopadle do krawężnika”[12]
T-30c „tabliczka wskazująca postój całego pojazdu na chodniku skośnie do krawężnika”[13]
T-30d „tabliczka wskazująca postój na chodniku kołami przedniej osi pojazdu prostopadle do krawężnika”[14]
T-30e „tabliczka wskazująca postój na chodniku kołami przedniej osi pojazdu skośnie do krawężnika”[15]
T-30f „tabliczka wskazująca postój całego pojazdu na jezdni prostopadle do krawężnika”[16]
T-30g „tabliczka wskazująca postój całego pojazdu na jezdni skośnie do krawężnika”[17]
T-30h „tabliczka wskazująca postój na chodniku kołami jednego boku pojazdu równolegle do krawężnika”[18]
T-30i „tabliczka wskazująca postój całego pojazdu na jezdni równolegle do krawężnika”[19]
T-31 „tabliczka wskazująca kategorię tunelu”
T-32 „tabliczka wskazująca minimalny odstęp od poprzedzającego pojazdu”
T-33 „tabliczka wskazująca umieszczenie w zatoce telefonu alarmowego i gaśnicy”
T-34 „tabliczka wskazująca pobór opłaty elektronicznej za przejazd drogą publiczną”

### Znaki dodatkowe

#### Dodatkowe znaki przedprzejazdami kolejowo-drogowymi
Zestawienie znaków:

G-1a „słupek wskaźnikowy z trzema kreskami umieszczany po prawej stronie jezdni”
G-1b „słupek wskaźnikowy z dwiema kreskami umieszczany po prawej stronie jezdni”
G-1c „słupek wskaźnikowy z jedną kreską umieszczany po prawej stronie jezdni”
G-1d „słupek wskaźnikowy z trzema kreskami umieszczany po lewej stronie jezdni”
G-1e „słupek wskaźnikowy z dwiema kreskami umieszczany po lewej stronie jezdni”
G-1f „słupek wskaźnikowy z jedną kreską umieszczany po lewej stronie jezdni”
G-2 „sieć pod napięciem”
G-3 „krzyż św. Andrzeja przed przejazdem kolejowo-drogowym jednotorowym”
G-4 „krzyż św. Andrzeja przed przejazdem kolejowo-drogowym wielotorowym”

#### Dodatkowe znaki dla kierujących tramwajami
Zestawienie znaków:

AT-1 „sygnalizacja świetlna”
AT-2 „sygnalizacja świetlna wzbudzana”
AT-3 „niebezpieczny zjazd”
AT-4 „stromy podjazd”
AT-5 „ruch kolizyjny”
BT-1 „ograniczenie prędkości”
BT-2 „koniec ograniczenia prędkości”
BT-3 „blokada zwrotnicy”
BT-4 „stop — zwrotnica eksploatowana jednostronnie”

#### Dodatkowe znaki szlaków rowerowych
Zestawienie znaków:

R-1 „szlak rowerowy lokalny”
R-1a „początek (koniec) szlaku rowerowego lokalnego”
R-1b „zmiana kierunku szlaku rowerowego lokalnego”
R-3 „tablica szlaku rowerowego lokalnego”
R-4 „informacja o szlaku rowerowym”
R-4a „informacja o rzeczywistym przebiegu szlaku rowerowego”
R-4b „zmiana kierunku szlaku rowerowego”
R-4c „drogowskaz tablicowy szlaku rowerowego”
R-4d „drogowskaz szlaku rowerowego w kształcie strzały podający odległość”
R-4e „tablica przeddrogowskazowa szlaku rowerowego”

#### Dodatkowe znaki dla kierujących pojazdami wojskowymi
Zestawienie znaków:

W-1 „klasa obciążenia mostu o ruchu jednokierunkowym”
W-2 „klasa obciążenia mostu o ruchu dwukierunkowym”
W-3 „klasa obciążenia mostu o ruchu jednokierunkowym dla pojazdów kołowych i gąsienicowych”
W-4 „klasa obciążenia mostu o ruchu dwukierunkowym dla pojazdów kołowych”
W-5 „klasa obciążenia mostu o ruchu dwukierunkowym dla pojazdów gąsienicowych”
W-6 „szerokość mostu lub środka przeprawowego”
W-7 „wysokość skrajni pionowej na moście lub w tunelu”

## Znaki poziome

P-1 „linia pojedyncza przerywana”
P-2 „linia pojedyncza ciągła”
P-3 „linia jednostronnie przekraczalna”
P-4 „linia podwójna ciągła”
P-5 „linia podwójna przerywana”
P-6 „linia ostrzegawcza”
P-7a „linia krawędziowa przerywana”
P-7b „linia krawędziowa ciągła”
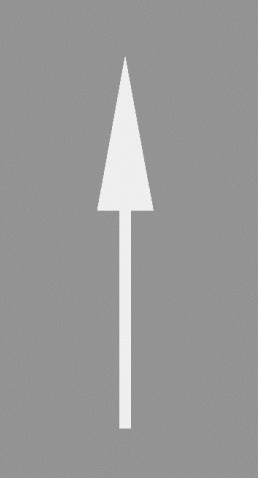
P-8a „strzałka kierunkowa na wprost”
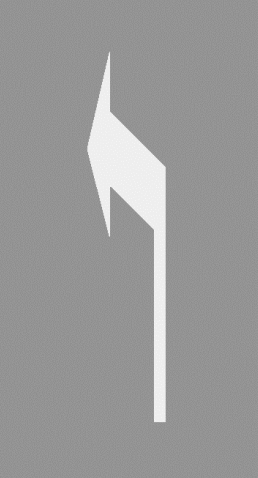
P-8b „strzałka kierunkowa w lewo”
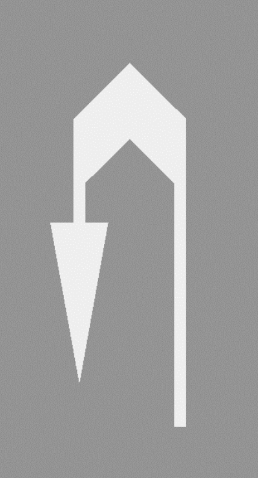
P-8c „strzałka kierunkowa do zawracania”
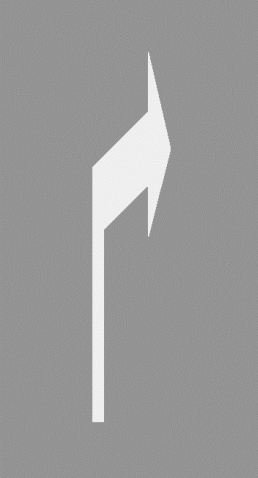
P-8d „strzałka kierunkowa w prawo”
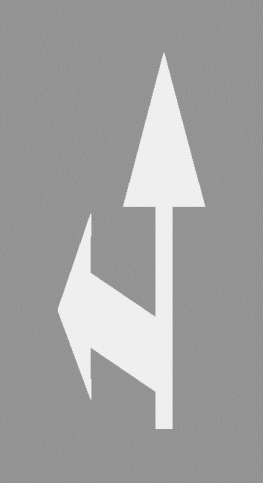
P-8e „strzałka kierunkowa na wprost lub w lewo”
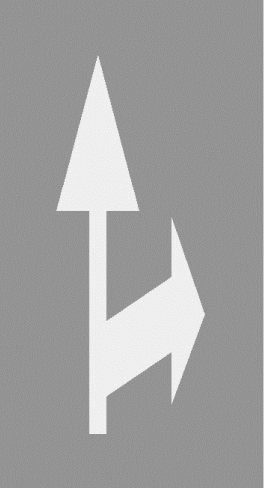
P-8f „strzałka kierunkowa na wprost lub w prawo”
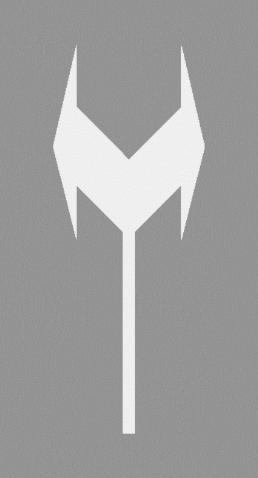
P-8g „strzałka kierunkowa w lewo lub w prawo”
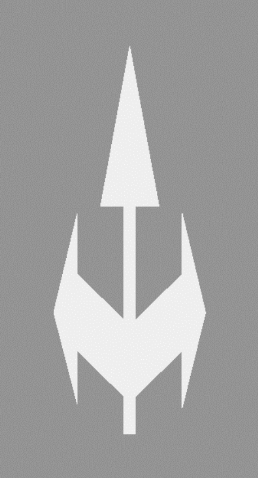
P-8h „strzałka kierunkowa na wprost, w lewo lub w prawo”
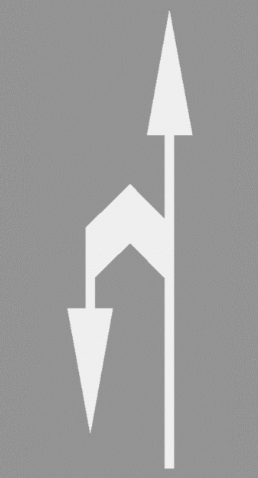
P-8i „strzałka kierunkowa na wprost i do zawracania”
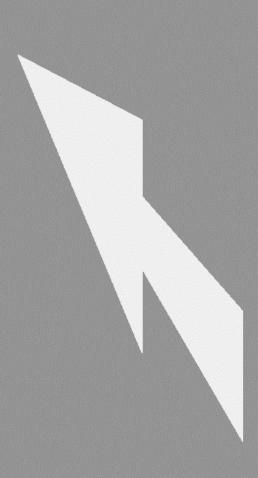
P-9a „strzałka naprowadzająca w lewo”
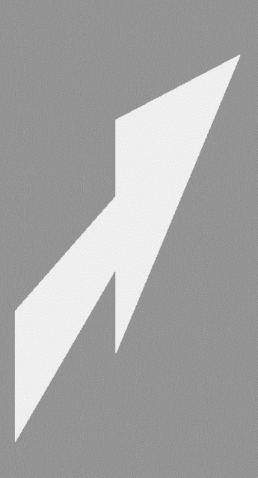
P-9b „strzałka naprowadzająca w prawo”
P-10 „przejście dla pieszych”
P-11 „przejazd dla rowerzystów”
P-12 „linia bezwzględnego zatrzymania — stop”
P-13 „linia warunkowego zatrzymania złożona z trójkątów”
P-14 „linia warunkowego zatrzymania złożona z prostokątów”
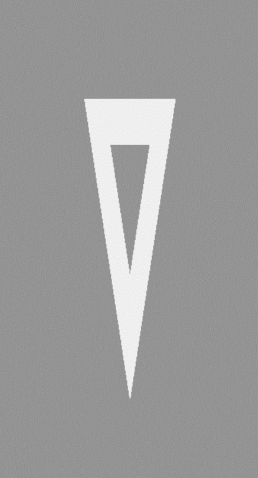
P-15 „trójkąt podporządkowania”
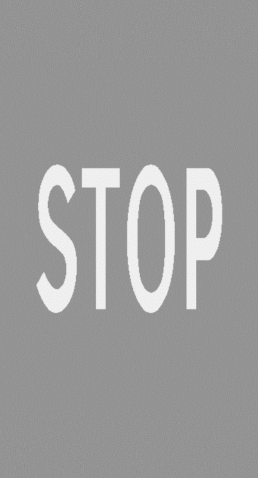
P-16 „napis stop”
P-17 „linia przystankowa”
P-18 „stanowisko postojowe”
P-19 „linia wyznaczająca pas postojowy”
P-20 „koperta”
P-21 „powierzchnia wyłączona”
P-22 „BUS”
P-23 „rower”
P-24 „miejsce dla pojazdu osoby niepełnosprawnej”
P-25 „próg zwalniający”
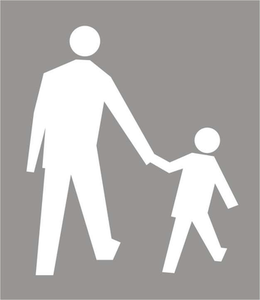
P-26 „piesi”
P-27 „kierunek i tor ruchu roweru”

## Sygnały świetlne

### Sygnały świetlne dla kierujących i pieszych

S-1 „sygnalizator ogólny z sygnałami do kierowania ruchem”
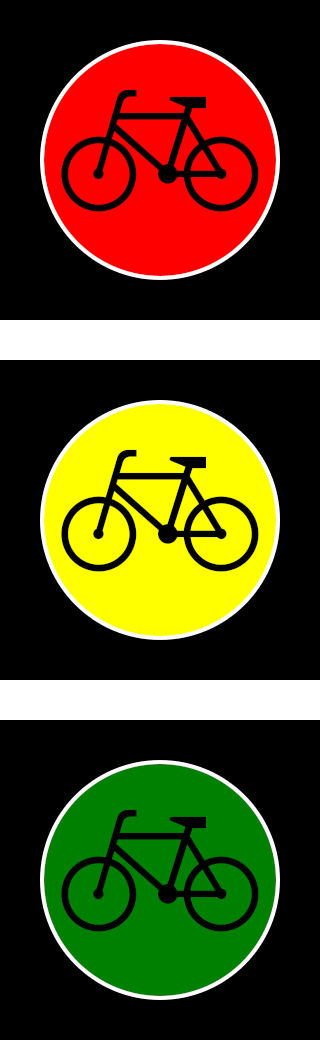
S-1a „sygnalizator z sygnałami dla kierujących rowerem”
S-2 „sygnalizator z sygnałem dopuszczającym skręcanie w kierunku wskazanym strzałką”
S-3 „sygnalizator kierunkowy na wprost”
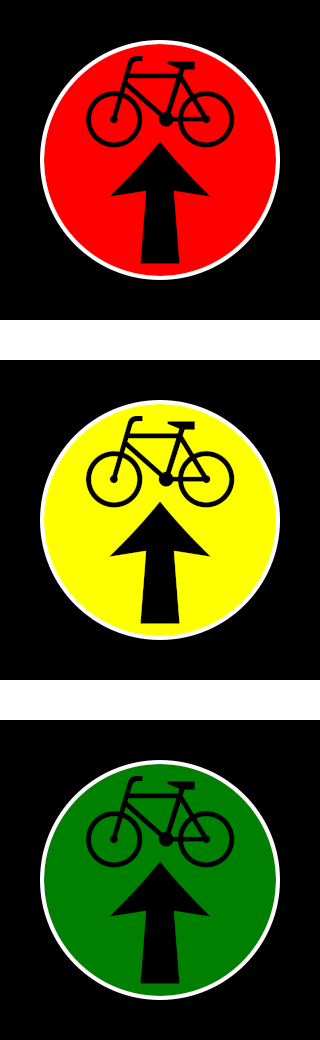
S-3a „sygnalizator kierunkowy na wprost z sygnałami dla kierujących rowerem”
S-3 „sygnalizator kierunkowy w lewo”
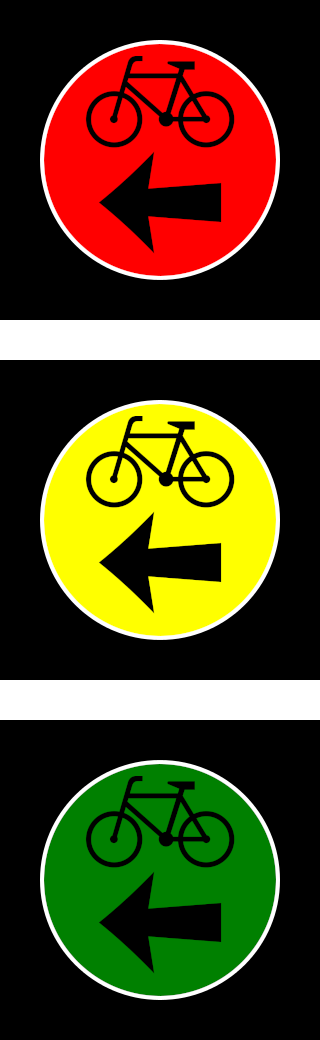
S-3a „sygnalizator kierunkowy w lewo z sygnałami dla kierujących rowerem”
S-3 „sygnalizator kierunkowy w prawo”
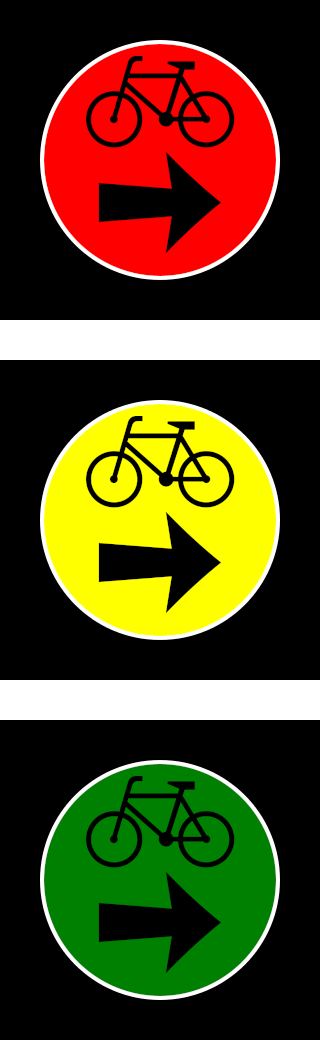
S-3a „sygnalizator kierunkowy w prawo z sygnałami dla kierujących rowerem”
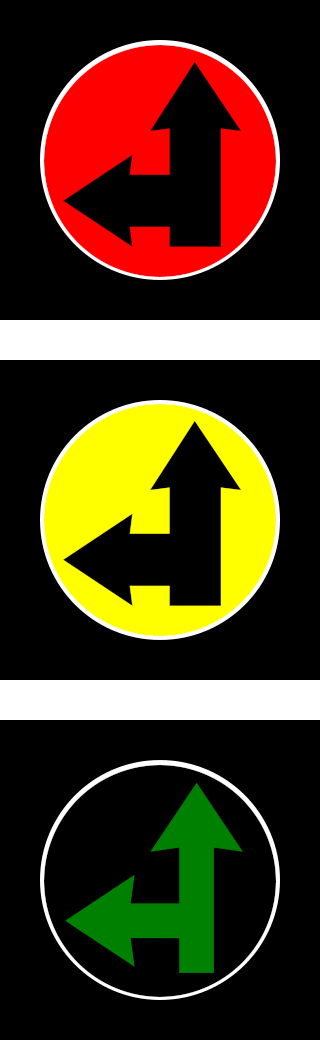
S-3 „sygnalizator kierunkowy na wprost i w lewo”[e]
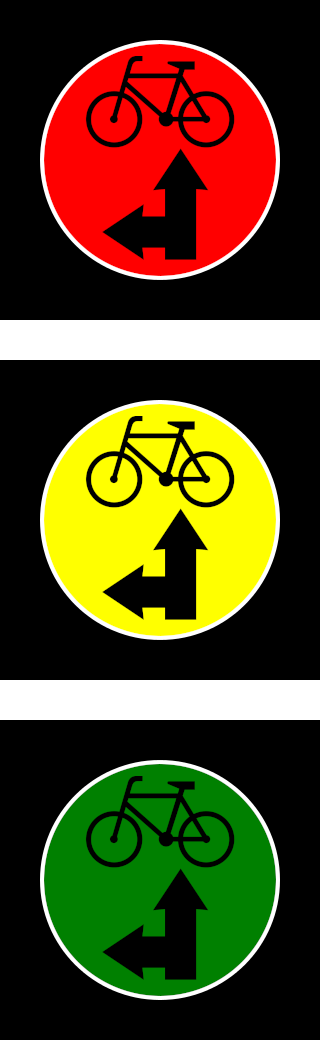
S-3a „sygnalizator kierunkowy na wprost i w lewo z sygnałami dla kierujących rowerem”
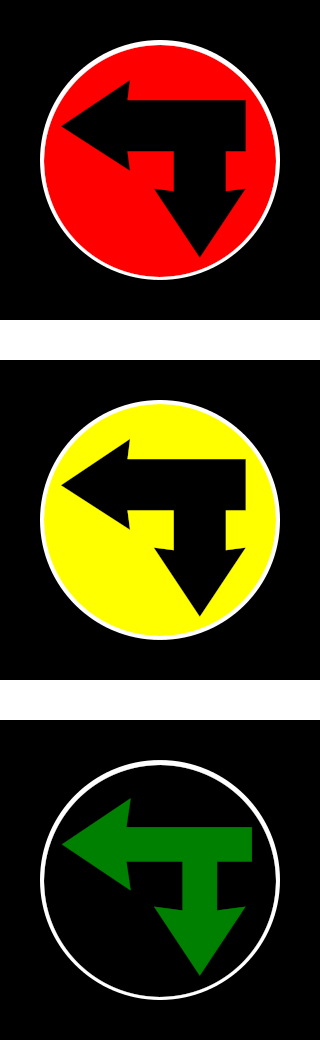
S-3 „sygnalizator kierunkowy w lewo i do zawracania”
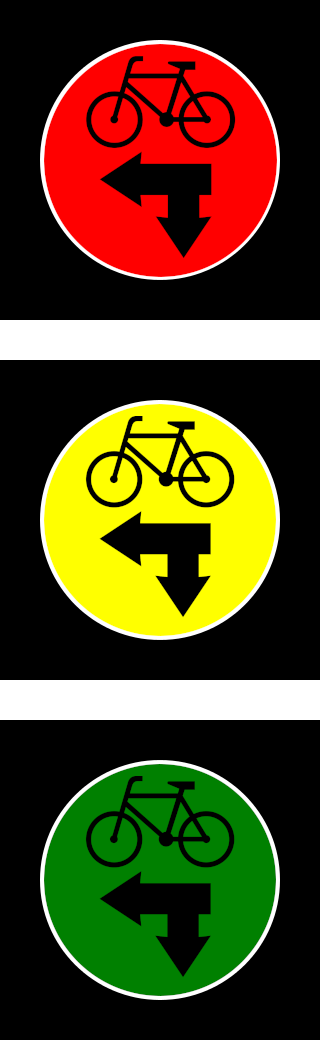
S-3a „sygnalizator kierunkowy w lewo i do zawracania z sygnałami dla kierujących rowerem”
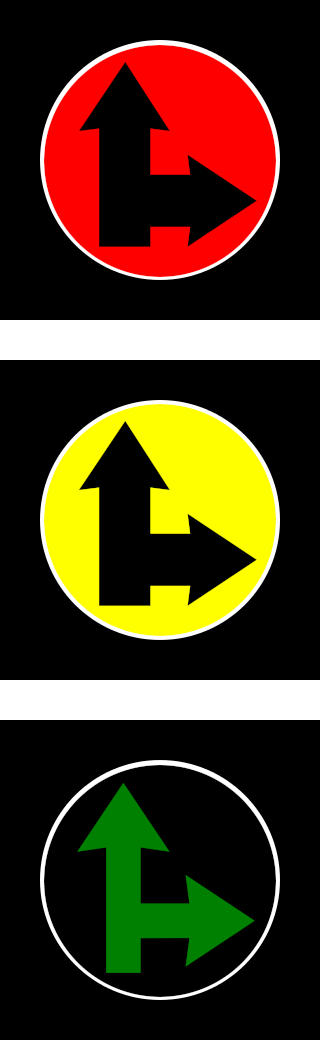
S-3 „sygnalizator kierunkowy na wprost i w prawo”
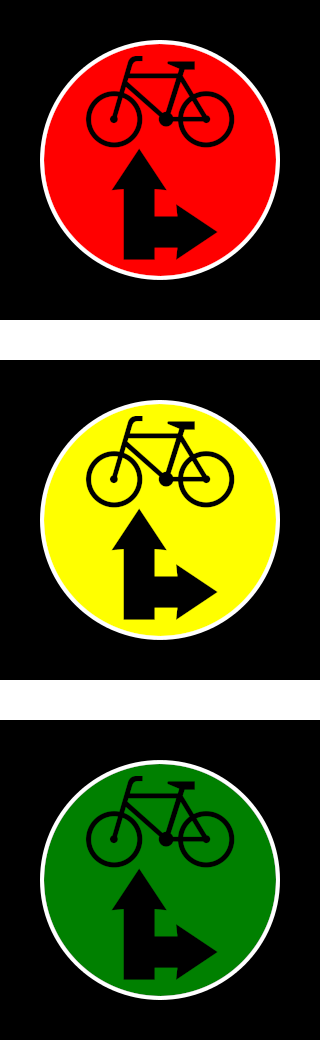
S-3a „sygnalizator kierunkowy na wprost i w prawo z sygnałami dla kierujących rowerem”
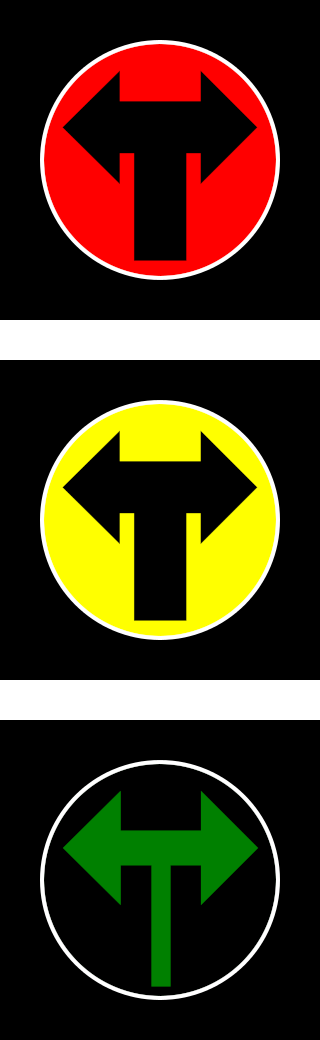
S-3 „sygnalizator kierunkowy w lewo i w prawo”
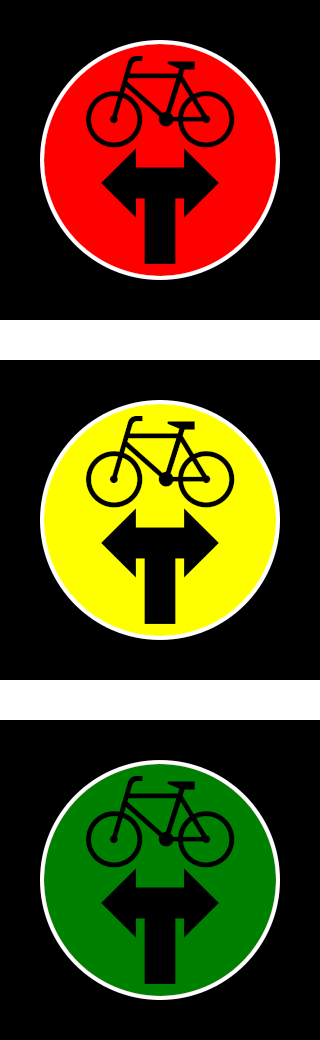
S-3a „sygnalizator kierunkowy w lewo i w prawo z sygnałami dla kierujących rowerem”
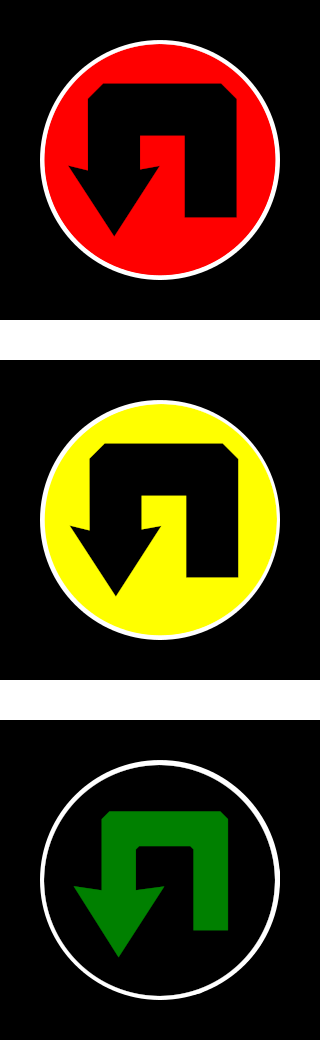
S-3 „sygnalizator kierunkowy do zawracania”
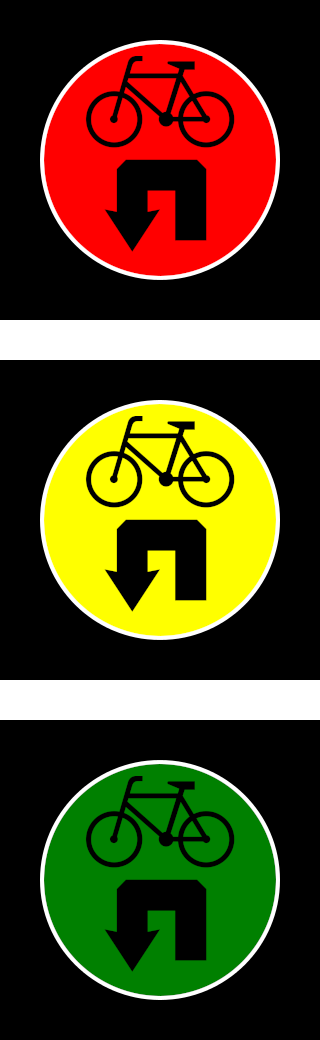
S-3a „sygnalizator kierunkowy do zawracania z sygnałami dla kierujących rowerem”
S-4 „sygnalizator z sygnałami dla pasów ruchu”
S-5 „sygnalizator z sygnałami dla pieszych”
S-6 „sygnalizator z sygnałami dla rowerzystów”
S-7 „sygnalizator z sygnałem nakazującym opuszczenie pasa ruchu”

### Sygnały świetlne dla kierujących pojazdami wykonującymi odpłatny przewóz osób na regularnych liniach
Zestawienie sygnalizatorów:

SB „sygnalizator z sygnałami dla kierujących autobusami”
ST „sygnalizator z sygnałami dla tramwajów”
STK „sygnalizator kierunkowy dla tramwajów”
STT-1 „sygnał oznaczający zakaz wjazdu tramwaju za sygnalizator”
STT-2 „sygnał oznaczający zezwolenie na jazdę tramwaju we wskazanym kierunku”

## Zniesione

T-22 nie dotyczy rowerów jednośladowych” tabliczka T-22 została zniesiona 3 lipca 2015 r.
E-15e „numer drogi wojewódzkiej o zwiększonym dopuszczalnym nacisku osi pojazdu (do 10 t)” zniesione 13 marca 2021 (Dz.U. z 2021, poz. 433)
E-15f „numer drogi krajowej o dopuszczalnym nacisku osi pojazdu do 10 t” zniesione 13 marca 2021 (Dz.U. z 2021, poz. 433)
E-15g „numer drogi krajowej o dopuszczalnym nacisku osi pojazdu 8 t” zniesione 13 marca 2021 (Dz.U. z 2021, poz. 433)